# Prospect Park (Nueva Jersey)
Prospect Park es un borough ubicado en el condado de Passaic en el estado estadounidense de Nueva Jersey. En el año 2010 tenía una población de 5,865 habitantes y una densidad poblacional de 4,887 personas por km².

## Geografía
Pompton Lakes se encuentra ubicado en las coordenadas 41°56′07″N 74°10′23″O / 41.93528, -74.17306.

## Demografía
Según la Oficina del Censo en 2000 los ingresos medios por hogar en la localidad eran de $46,434 y los ingresos medios por familia eran $49,405. Los hombres tenían unos ingresos medios de $31,951 frente a los $26,569 para las mujeres. La renta per cápita para la localidad era de $16,410. Alrededor del 10% de la población estaba por debajo del umbral de pobreza.